# Peter Cormack
Peter Barr Cormack (Edinburgh, 1946. július 17. – 2024. október 10. ) válogatott skót labdarúgó, edző.

## Pályafutása

### Klubcsapatban
1962-ben került az első csapathoz a Hibernian akadémiájáról. 1967-ben rövidtávú kölcsönszerződés keretében a kanadai Toronto City csapatánál is szerepelt. A Hibernian csapatában 182 bajnokin lépett pályára és ezeken a mérkőzéseken 75 gólt szerzett. 1970 márciusában az angol Nottingham Forest játékosa lett. 1972 júliusában a Liverpool csapatához írt alá. 1976 novemberében a Bristol City csapatába igazolt, ahol 67 bajnokin 15 gólt szerzett. 1980-ban a Hibernian és a Partick Thistle csapataiban is pályára lépett.

### A válogatottban
Részt vett az 1974-es labdarúgó-világbajnokságon, a torna után visszavonult a válogatottságtól.

## Edzőként
1980 decemberében kinevezték a Partick Thistle menedzserének. Az 1983-84-es szezon végén távozott a klubtól, majd 1985-től a ciprusi Anórthoszi Ammohósztu edzője lett egy szezonig. Ezt követően Botswana szövetségi kapitánya volt. 2000 és 2002 között a Cowdenbeath és a Greenock Morton kispadján is megfordult.

## Sikerei, díjai
- Liverpool
  - Angol bajnok (2): 1972–73, 1975–76
  - Angol kupa (1): 1974
  - Angol szuperkupa (2): 1974, 1976
  - UEFA-kupa (2): 1972–73, 1975–76